# Ahermodontus bischoffi
Ahermodontus bischoffi är en skalbaggsart som beskrevs av Vsetecka 1939. Ahermodontus bischoffi ingår i släktet Ahermodontus och familjen Aphodiidae. Inga underarter finns listade i Catalogue of Life.